# Lesley Rahman

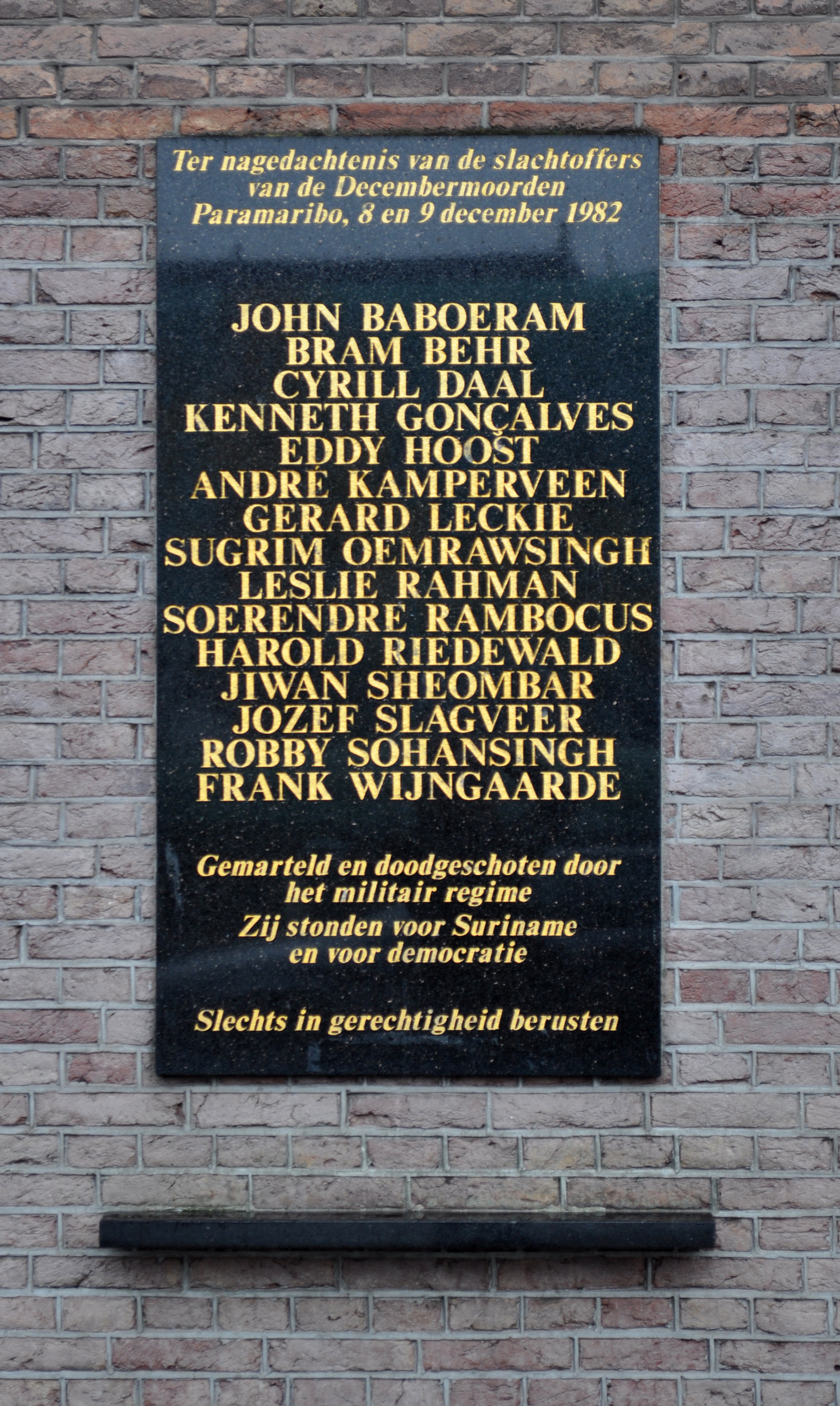
Herdenkingsplaquette in Amsterdam met de namen van de slachtoffers van de Decembermoorden

Lesley Paul (Lesje) Rahman (Aruba, 24 september 1954 – Paramaribo, 8 december 1982) was een Surinaamse journalist en een van de slachtoffers van de Decembermoorden. 
Rahman was medewerker van De Ware Tijd en het persagentschap CPS. Daarnaast was hij actief in de Surinaamse vakbondsstrijd. Hij was een leerling van vakbondsleider Fred Derby. 
Rahman schreef kritische verhalen over het bewind van Desi Bouterse. Op 13 maart 1982 stelde hij niet minder dan 17 vragen aan het Militair Gezag over even zovele toegezegde, maar niet gerealiseerde projecten. Na de arrestatie van de journalist Bram Behr, op 7 april 1982, publiceerde Rahman een fel artikel in De Ware Tijd onder de kop 'Het herstel van de rechtsstaat: de arrestatie van Bram Behr als bewijs van het tegendeel'.
Op 8 december 1982 werd Rahman in zijn huis opgepakt en overgebracht naar Fort Zeelandia. Daar werd hij, met nog 14 tegenstanders van het militaire regime, nog dezelfde dag gedood. Zijn lichaam toonde naast schotwonden, sporen van zware mishandeling.
Op 13 december 1982 werd Lesley Rahman begraven op begraafplaats Mariusrust in Paramaribo.

## Varia
Lesley Rahman was een broer van schrijfster, activiste en latere diplomate Rita Rahman.